# Бурейская ГЭС
Буре́йская ГЭС — гидроэлектростанция, расположенная на реке Бурее, в Амурской области у посёлка Талакан. Крупнейшая электростанция на Дальнем Востоке России. Водохранилище ГЭС расположено на территории двух субъектов федерации — Амурской области и Хабаровского края. Является верхней ступенью Бурейского каскада ГЭС. Имея установленную мощность 2010 МВт, Бурейская ГЭС входит в десятку крупнейших гидроэлектростанций России. В 2011 году Бурейская ГЭС была выведена на полную мощность, а в декабре 2014 года станция была полностью сдана в постоянную эксплуатацию. Собственником Бурейской ГЭС является ПАО «РусГидро».

## Природные условия
Основные сооружения Бурейской ГЭС расположены на реке Бурее в Талаканском створе, расположенном в 174,5 километрах от устья Буреи. Ближайшая станция железной дороги, Бурея Забайкальской железной дороги находится в 80 километрах.
В районе Бурейского гидроузла характерна верхнепалеозойская гранитная интрузия, с рыхлыми отложениями неоген-четвертичного возраста. Количество и величина трещин и микротрещин в указанных гранитах варьируется, но в целом их водопроницаемость низка. Вторичные изменения в породе наблюдаются в незначительной степени, в основном это разрушение минералов внутри горных пород из-за тектонических движений и выветривание. Указанные граниты, в основном имеют монолитный внешний облик и постоянный минеральный и петрографический состав. На левом склоне, в районе примыкания плотины, обнаружено пятно многолетнемёрзлых пород.
Гидроузел расположен в пределах единого тектонического блока. Выявленные разрывные нарушения подразделяются на зоны III, IV и более высоких порядков. В створе гидроузла преимущественно распространены тектонические зоны и крупные трещины северо-западного простирания, в основном крутопадающие. Фоновая сейсмичность составляет 8 баллов при повторяемости 1 раз в 10 000 лет.
Площадь водосбора Буреи в створе Бурейской ГЭС составляет 65 200 км². Среднемноголетний расход воды реки в створе ГЭС — 866 м³/с, годовой объём стока 27,4 км³, модуль стока — 13,3 л/с·км². Питание Буреи на 70 % состоит из сезонных муссонных дождей, в весенне-осенний период через створ проходят от 3 до 15 кратковременных паводков с подъёмом воды до 14 м. Максимальный расход воды во время паводка наблюдался в реке 7 июня 1972 года и составлял 14 500 м³/с, минимальный — 7 августа 1954 года (195 м³/с). Максимальный расчётный паводок обеспеченностью 1 % составляет 18 600 м³/с.
Климат в районе расположения ГЭС сочетает в себе черты муссонного и резко континентального. В зимние месяцы устанавливается морозная и ясная погода, снежный покров невелик. Среднегодовая температура в районе ГЭС отрицательная (−3,5 °C). Среднемесячная температура июля равна +19 °C (абсолютный максимум равен +41 °C), а в январе составляет −31 °C (абсолютный минимум равен −57 °C). Заморозки наблюдаются в течение всего тёплого времени года, за исключением июля. Переход температур через 0° происходит в середине октября и апреля.

## Конструкция станции
Бурейская ГЭС представляет собой мощную высоконапорную гидроэлектростанцию приплотинного типа. Конструктивно сооружения ГЭС разделяются на плотину, здание ГЭС, открытое распределительное устройство (ОРУ) и здание элегазового комплектного распределительного устройства (КРУЭ). В гидроузле отсутствуют судопропускные сооружения, в связи с чем речные суда через него проходить не могут. Ниже гидроэлектростанции расположен её контррегулятор — Нижне-Бурейская ГЭС мощностью 320 МВт, составляющий с Бурейской ГЭС единый технологический комплекс. Бурейская ГЭС и Нижне-Бурейская ГЭС спроектированы институтом «Ленгидропроект». Строительство Нижне-Бурейской ГЭС позволило снять все ограничения в режиме работы Бурейской ГЭС, обеспечивая допустимые режимы изменения уровня воды в нижнем течении Буреи и в среднем течении Амура.

### Плотина
Напорный фронт Бурейской ГЭС образует железобетонная гравитационная плотина, устойчивость и прочность которой обеспечивается собственным весом с опорой на скальное ложе реки. Железобетонная гравитационная плотина длиной 744 м, высотой 139 м состоит из водосливной части длиной 180 м, станционной части длиной 144 м, левобережной глухой части длиной 195 м и правобережной глухой части длиной 225 м. Максимальный статический напор — 122 м. Плотина разделена радиальными температурно-осадочными швами через 12—15 м. Она сложена из трёх видов бетона: верхняя часть выполнена из высококачественного вибрированного бетона, центральная часть — из малоцементного укатанного бетона, а низовая грань — из вибрированного морозостойкого бетона. В качестве основного противофильтрационного элемента предусмотрена глубокая цементационная завеса по оси плотины в сочетании с дренажом низовой части основания. Благодаря цементации, фильтрационные расходы в основании плотины составляют 8 л/с по сравнению с проектным расходом 286 л/с. Круглогодичная укладка в больших объёмах укатанного бетона является одной из особенностей плотины. В общей сложности, в плотину было уложено 3,5 млн м³ бетона, из него 1,0 млн м³ укатанного. Использование такого составного профиля является отличительной особенностью конструкции плотины Бурейской ГЭС по сравнению с другими гравитационными плотинами, построенными в СССР. Удельный расход бетона на тонну гидростатического давления равен 0,7 — это минимальное значение из всех, построенных в СССР.
В станционной части плотины размещены 6 постоянных водоприёмников, а также 3 временных (к настоящему времени забетонированы) водоприёмника, использовавшиеся в период работы первых трёх гидроагрегатов станции на пониженных напорах. За профиль плотины выступают 6 стальных обетонированных водоводов внутренним диаметром 8,5 м каждый. Водоприёмники ГЭС оборудованы сороудерживающими решётками, ремонтными и аварийно-ремонтными затворами. Маневрирование аварийно-ремонтными затворами осуществляется индивидуальными гидроприводами, а решётки и ремонтные затворы обслуживаются козловым краном. Для работы на пониженных напорах использовались 3 временных водоприёмника с неизвлекаемыми сороудерживающими решетками и аварийно-ремонтными затворами с гидроприводами.

### Водосброс
Поверхностный водосброс предназначен для сброса избыточного притока воды в половодье и паводки, когда приток не может быть пропущен через гидроагрегаты ГЭС либо аккумулирован в водохранилище. Максимальный расход воды, который может быть пропущен через водосброс, составляет 10 400 м³/с.
От станционной части плотины водосливная часть отделена разделительным устоем, она имеет длину 180 м и состоит из 8 пролётов, каждый шириной 12 м, и двух разделительных стенок. Каждый пролёт оборудован двумя рядами пазов для основного плоского колёсного и аварийно-ремонтного затворов, маневрирование которыми осуществляется с помощью козлового крана грузоподъёмностью 180 т и специальной траверсы. Водослив представляет собой трамплин, ограниченный слева и справа виражными поверхностями, направляющими поток воды в центр. Таким образом, происходит взаимное гашение энергии разнонаправленными потоками. Конструкция обеспечивает отброс потока воды на 160 метров от плотины:44.

### Здание ГЭС
Здание гидроэлектростанции имеет классическую приплотинную конструкцию. Машинный зал имеет длину 150 м и ширину 33,1 м, монтажная площадка — длину 36 м. Расстояние между осями гидроагрегатов составляет 24 м. Перекрытие машинного зала станции создано пространственно-стержневой конструкцией системы Московского архитектурного института (МАРХИ) длиной 150 м, шириной 28,5 м и высотой 7,05 м. Надводная часть низовой грани машинного зала образована витражом из голубого тонированного стекла. Пол машинного зала расположен на отметке 140,7 м.
В здании ГЭС размещено 6 гидроагрегатов мощностью 335 МВт каждый, с радиально-осевыми турбинами РО140/0942-В-625, работающими при расчётном напоре 103 м (максимальном 120 м) и имеющими мощность 339,5 МВт. Номинальная частота вращения гидротурбин — 125 об/мин, максимальный расход воды через каждую турбину — 359,7 м³/с. Изначально на первых двух гидроагрегатах станции эксплуатировались сменные рабочие колёса из углеродистой стали для работы при уровне водохранилища ниже проектного, при напорах от 50 до 90 м. Пуск гидроагрегатов № 1 и № 2 был осуществлён при напоре 50 м с КПД турбины, составляющим 91,3 %; впоследствии временные рабочие колёса были заменены на штатные. Гидроагрегат № 3 оснащён экспериментально-штатным рабочим колесом, позволяющим работу на напорах в диапазоне 75—120 м, остальные гидроагрегаты — штатными рабочими колёсами, работающими при напоре от 96,5 до 120 метров с КПД 95,5 %. Системы регулирования турбин работают при давлении масла 6,3 МПа и оснащены микропроцессорной системой регулирования частоты вращения.
Турбины приводят в действие синхронные гидрогенераторы зонтичного типа СВ-1313/265-48 УХЛ4 мощностью 335 МВт, выдающие ток на напряжении 15,75 кВ. Гидрогенераторы имеют естественное воздушное охлаждение. Номинальная частота вращения генератора — 125 об/мин, угонная частота вращения — 230 об/мин, нагрузка на подпятник — 2300 т. Ширина спиральных камер — 21,654 метра, входной диаметр — 6,936 метра; отсасывающая изогнутая труба имеет высоту 16,062 метра и длину 27,0 метров. Удельная масса оборудования равна 2,8 кг/кВт. Производитель гидротурбин — Ленинградский металлический завод, гидрогенераторов — завод «Электросила» (в настоящее время оба предприятия входят в концерн «Силовые машины»):8.
Для выдачи мощности гидроагрегатов № 1 и № 2 установлены трасформаторы ТДЦ-400000/220, а для остальных четырёх — ТДЦ-400000/500 производства ОАО «Электрозавод». Первые два гидроагрегата подсоединены к системе шин 220 кВ, другие присоединены попарно к системе шин 500 кВ. Трансформаторы расположены в пазухе плотины. Генераторы подключаются к трансформаторам посредством элегазовых генераторных выключателей производства французской компании Alstom.

### Распределительные устройства
После повышения напряжения электроэнергия подаётся с трансформаторов на открытое распределительное устройство ОРУ-220 кВ и на КРУЭ-500 кВ. Производимая гидроагрегатами № 1 и 2 электроэнергия, проходя по воздушным линиям, подаётся на ОРУ. Открытое распределительное устройство расположено на скальном основании и насыпной песчано-гравийной подушке толщиной около 5 метров, что позволяет выдерживать землетрясение до 8 баллов. На ОРУ установлены баковые элегазовые выключатели типа ВГБУМ 220 со встроенными трансформаторами тока, разъединители типа РГН-220, индуктивные антирезонансные трансформаторы напряжения типа НАМИ.
Электроэнергия от остальных четырёх гидроагрегатов, проходя по двум силовым кабелям 500 кВ в оболочке из сшитого полиэтилена длиной 850 м и диаметром 128 мм производства ABB «Energiekabel» (подобный кабель используется впервые в России и второй раз в мире) через 340-метровый тоннель и 150-метровую шахту, прорубленные в скале, подаётся на КРУЭ-500 кВ, которое было впервые установлено в России. КРУЭ-500 кВ представляет собой ангар 18×90 м, что много меньше планировавшегося ранее ОРУ-500. Для связи между ОРУ и КРУЭ установлено 4 автотрансформатора АОДЦТН-167000/500/220.
Электроэнергия, производимая станцией, выдаётся в энергосистему Дальнего Востока России по линиям электропередачи 220 кВ и 500 кВ:
- ВЛ-500 кВ Бурейская ГЭС — ПС Амурская;
- ВЛ-500 кВ Бурейская ГЭС — ПС Хабаровская (2 цепи);
- ВЛ-220 кВ Бурейская ГЭС — ПС Талакан (2 цепи);
- ВЛ-220 кВ Бурейская ГЭС — ПС Завитая (2 цепи).

### Водохранилище
Плотина ГЭС образует крупное Бурейское водохранилище горного типа с относительно малой площадью затопления. Площадь водохранилища при нормальном подпорном уровне (НПУ) — 750 км², при уровне мёртвого объёма (УМО) — 400 км², протяжённость — 234 км, ширина — до 5 км, полная и полезная ёмкость водохранилища — 20,94 и 10,73 км³ соответственно. Отметка нормального подпорного уровня составляет 256 м над уровнем моря, форсированного подпорного уровня (ФПУ) — 263,4 м, мёртвого объёма — 236 м. Ежегодная сработка уровня водохранилища составляет 16—19 м. Водохранилищем затоплено около 64 тыс. га земель, в основном лесных (площадь затопленных сельхозугодий — 72 га), большая часть которых находится в Хабаровском крае, а также часть железнодорожной ветки Известковая — Чегдомын, соединяющей Транссиб с БАМом. Взамен был построен обход длиной 29 км. Наполнение водохранилища началось 15 апреля 2003 года, завершилось летом 2009 года.

## Экономическое значение
Ввод Бурейской ГЭС позволил решить следующие задачи:
- обеспечить электроэнергией дефицитные регионы юга Дальнего Востока[29]:2;
- повысить надёжность электроснабжения и обеспечить равномерность электрической нагрузки ОЭС Востока;
- сократить завоз в регион органического топлива (угля) в количестве 5,2 млн тонн, предотвратить выброс в атмосферу большого количества углекислого газа и загрязняющих веществ;
- предотвратить наводнения в поймах рек Буреи и среднего Амура, что позволяет использовать дополнительные 15 тыс. га земли в сельском хозяйстве[30];
- обеспечить возможность экспорта электроэнергии в Китай.

## Экологические последствия
В результате создания водохранилища Бурейской ГЭС было затоплено около 640 км² земель, в том числе 465 км² лесов с общим запасом древесины около 3,5 млн м³. В период подготовки водохранилища к затоплению была произведена частичная лесосводка и лесоочистка. Из зоны затопления было переселено 388 семей из трёх посёлков лесозаготовителей.
Создание водохранилища привело к локальным изменениям местного климата в зоне, прилегающей к водохранилищу и нижнему бьефу. Произошло увеличение безморозного периода на 10—12 дней со сдвигом его в сторону осени, снизилась жёсткость климата, возросла влажность воздуха. Возникла незамерзающая полынья в нижнем бьефе протяжённостью до 40 км. Учитывая слабую загрязнённость водотоков бассейна водохранилища, умеренное количество затопляемого органического вещества и хорошую проточность водохранилища, существенного ухудшения качества воды не прогнозируется. Исследования 2008 года показали, что по химическому и бактериологическому составу вода ниже плотины соответствует воде из притоков водохранилища. Для очистки водохранилища от плавающего мусора (в первую очередь от всплывшей древесины) на станции создан специальный флот, а также для этих же целей созданы две запани: одна на расстоянии 750 м от плотины, другая около устья реки Чеугды, на удалении 14,5 км от плотины. В связи с вводом крупных водохранилищ на Зее и Бурее доля этих рек в зимнем стоке Амура возросла с 18,1 % до 65 %. Таким образом, зимой Зея и Бурея увеличивают содержание кислорода в Амуре и разбавляют сильно загрязнённые воды реки Сунгари.
В результате заполнения водохранилища была затоплена часть ареала ряда растений и животных, в том числе и редких, таких как камнеломка Коржинского, чёрный журавль, дальневосточная квакша и узорчатый полоз. Водохранилище стало препятствием на пути сезонных миграций некоторых животных, главным образом копытных. Существенно сократилась численность косули, обитавшей в долине реки, однако в дальнейшем её численность стала возрастать. В то же время, в связи с постепенным заполнением водохранилища, большинство копытных и других крупных животных смогли уйти из зоны затопления. Часть редких растений была пересажена из зоны затопления на новые места.
Перекрытие Буреи плотиной ГЭС существенно повлияло на состав ихтиофауны. В водохранилище резко сократилась численность сугубо речных рыб, таких как таймень, ленок и хариус, но значительно возросла численность амурской щуки, амурского язя (чебака) и налима. Бурея с 1969 года не имеет рыбопромыслового значения: особо ценные виды рыб, такие как кета и калуга, практически исчезли в Бурее ещё до строительства ГЭС. В качестве компенсационных мероприятий проводится зарыбление водохранилища, а также строительство второй очереди Анюйского рыбоводного завода.

## История строительства

### Проектирование
С 1932 по 1933 год институтом Гидроэнергопроект на основе полевых рекогносцировочных обследований Зеи и Буреи был составлен документ «Гипотеза об обладании рекой значительными гидроэнергетическими ресурсами, позволяющими разместить на реке крупную ГЭС». С 1936 года за Буреёй и её притоками силами Гидрометеослужбы Дальнего Востока начинаются систематические гидрологические наблюдения. Амурская экспедиция Академии наук СССР в 1955 году подтвердила предварительные выводы. В 1957 году начинаются изыскательские работы с целью обоснования строительства ГЭС, на их основе ленинградским подразделением «Гидроэнергопроект» составляется «Схема комплексного использования р. Буреи». На участке реки от посёлка Чекунда до посёлка Новобурейского было намечено 6 перспективных створов: Ушунский, Тырминский, Орлинский, Чеугдинский, Желундинский и Долдыканский. В 1969 году Ленгидропроект начинает разработку технико-экономического обоснования (ТЭО) Желундинской ГЭС, позднее переименованной в Бурейскую ГЭС. В ходе проектирования рассматривались варианты компоновки будущего гидроузла с каменно-набросной и бетонной гравитационной плотиной, но большие паводковые расходы реки, наличие вблизи достаточных объёмов песка и гравия, а также технологическая оснастка строительной организации (возводившей в то время Зейскую ГЭС с массивно-контрфорсной бетонной плотиной) привели к принятию варианта бетонной гравитационной плотины. В августе 1973 года государственная комиссия утвердила местом постройки станции Талаканский створ. В 1975 году было утверждено ТЭО, включавшее в себя строительство гидроэнергетического комплекса в составе двух ГЭС: Бурейской в Талаканском створе и её контррегулятора Долдыканской (позднее Нижне-Бурейской) ГЭС.
Из-за затянувшегося процесса строительства, в его ходе изменились государственные требования и подходы к производству строительно-монтажных работ; структурные изменения в экономике страны и общий научно-технический прогресс привели к изменению применяемых технологий. В результате, начиная с 1998 года, технический проект гидроузла претерпел ряд изменений. Так, было применено новое архитектурно-планировочное решение, связанное с доставкой грузов с подъездной площадки на уровень машинного зала по пандусу:2.

### Начальный этап строительства (1976—1998 годы)
1 марта 1976 года в Талаканском створе высадился десант «Зеягэсстроя» — организации, которой было поручено строительство Бурейской ГЭС. Начался подготовительный этап строительства гидроузла, включавший в себя сооружение дорог, линий электропередачи, жилья и базы строительства.
В июле 1976 года был создан участок строительно-монтажного управления по строительству Бурейской ГЭС. В декабре 1977 года был заселён первый пятиэтажный жилой дом в посёлке гидростроителей Талакан, к 1981 году в посёлке вводится большое количество жилья и объектов социальной инфраструктуры. В феврале 1979 года началось сооружение ЛЭП 220 кВ Завитинск — Талаканский створ протяжённостью около 100 км, которая использовалась для энергоснабжения стройки, позднее по этой же линии построенная ГЭС начала выдавать электроэнергию потребителям. В 1982 году Министерством энергетики и электрификации СССР был утверждён технический проект Бурейской ГЭС, открыто финансирование строительства основных сооружений станции. К 1984 году работы подготовительного периода были завершены.
Работы по строительству основных сооружений Бурейской ГЭС были начаты 22 сентября 1984 года с отсыпки перемычек правобережного котлована первой очереди. 21 февраля 1985 года в тело плотины был уложен первый кубометр бетона. В период с 1984 по 1988 год строительство велось в соответствии с проектным графиком, но с 1989 года в связи с экономическими трудностями в стране финансирование строительства резко сокращается. 16 ноября 1993 года работниками «Зеягэсстроя» выдвинуты требования о выплате долгов по заработной плате, в апреле 1994 года была начата забастовка, продолжавшаяся с перерывами до 1999 года. Начался отток со строительства квалифицированных кадров, продажа за бесценок и разворовывание техники и строительных материалов. В апреле 1998 года строящаяся ГЭС была выделена в отдельное юридическое лицо — ОАО «Бурейская ГЭС».

### Основной этап строительства (1999—2007 годы)
В 1999 году гидроэнергетическая комиссия РАО «ЕЭС России», учитывая кризисное положение в энергетике Дальнего Востока, предложила Бурейскую ГЭС в качестве приоритетного объекта финансирования. Это предложение было поддержано руководством компании во главе с Анатолием Чубайсом. 24 ноября 1999 года строительство ГЭС посетили вице-премьер Правительства РФ Николай Аксёненко и Председатель Правления РАО «ЕЭС России» Анатолий Чубайс, по итогам визита на уровне Правительства Российской Федерации было принято принципиальное решение о достройке Бурейской ГЭС. Помимо средств РАО «ЕЭС России», было открыто финансирование стройки за счёт федерального бюджета (за счёт фондов Министерства путей сообщения). Уже в 1999 году в основные сооружения удалось уложить 23 200 м³ бетона.
С 4 квартала 1999 года финансирование строительства Бурейской ГЭС стало резко возрастать, в связи с чем строительные работы активизировались. Строительство станции стало приоритетной программой РАО «ЕЭС России». В январе 2000 года было осуществлено перекрытие Буреи, в июле того же года в сооружения ГЭС был уложен миллионный кубометр бетона. Резко увеличилось количество задействованных на строительстве людей и техники (к началу 2001 года на строительстве основных сооружений ГЭС работало 2090 человек, к концу года — 4950 человек), к работам были привлечены подразделения наиболее квалифицированных в области гидротехнического строительства организаций страны. 1 июля 2001 года генеральным подрядчиком строительства станции стало ОАО «Буреягэсстрой», организованное на базе имевшего большую кредиторскую задолженность «Зеягэсстроя».
| Финансирование строительства Бурейской ГЭС с 2002 года, млн рублей |      |      |      |      |      |      |      |      |      |      |      |      |
| 2002                                                               | 2003 | 2004 | 2005 | 2006 | 2007 | 2008 | 2009 | 2010 | 2011 | 2012 | 2013 | 2014 |
| 6512                                                               | 7974 | 9072 | 7839 | 8258 | 7200 | 8038 | 6857 | 2915 | 5810 | 1372 | 720  | 917  |

В 2001 году был организован пропуск паводковых расходов не только через строительный канал, но и через 6 донных отверстий. В начале 2002 года было завершено закрытие бетоном скального основания плотины, пропуски паводковых расходов стали осуществляться только через донные отверстия. В феврале 2002 года на станцию прибыли 2 рабочих колеса, доставленных на самолёте Ан-124 в аэропорт Завитинска, а далее в сцепке из двух тягачей «Ураган» и платформы на стройплощадку. Бурейская ГЭС стала первой станцией в России, на которую рабочие колёса гидротурбин доставлялись воздушным транспортом. Начался монтаж гидросилового оборудования. 18 марта 2002 года была окончательно утверждена новая схема выдачи мощности станции, подразумевавшая сооружение КРУЭ-500 кВ, кабельного тоннеля и шахты. К проходке и обделке тоннеля и шахты были привлечены организации, занимающиеся работами на угольных шахтах Донбасса.
К 21 января 2003 года в сооружения Бурейской ГЭС было уложено 2 млн м³ бетона. 24 февраля того же года на станцию был доставлен первый трансформатор весом 340 тонн. 15 апреля 2003 года началось заполнение Бурейского водохранилища, также в апреле было произведено затопление котлована основных сооружений станции. Пуск первого гидроагрегата Бурейской ГЭС мощностью 185 МВт (на сменном рабочем колесе) осуществлён 20 июня 2003 года, а 9 июля 2003 года во время торжественной церемонии президент России Владимир Путин нажал кнопку «Пуск» — как символическое включение ГЭС в энергосистему. Фактически же испытания первого гидроагрегата велись с 27 мая (28 мая в 1 час 45 минут по местному времени гидроагрегат был пущен на холостом ходу), а 30 июня 2003 года центральной приёмочной комиссией был подписан акт о приёмке первой очереди Бурейской ГЭС в эксплуатацию.
Пуск гидроагрегата № 2 (также со сменным рабочим колесом при мощности 185 МВт) был произведён 28 октября 2003 года, официальная церемония пуска прошла месяцем позднее — 29 ноября. Гидроагрегат № 3 на экспериментально-штатном рабочем колесе при мощности 300 МВт был пущен 5 ноября 2004 года (официальная церемония пуска прошла 23 ноября того же года). На тот момент станцией было выработано 1,984 млрд кВт·ч пиковой электроэнергии в дефицитной системе Дальнего Востока:4. Одновременно с пуском третьего гидроагрегата было введено в эксплуатацию КРУЭ-500 кВ (первые два гидроагрегата соединены с энергосистемой на напряжении 220 кВ). Первые три гидроагрегата станции были пущены на пониженных напорах, с использованием временных водозаборных сооружений и укороченных водоводов. Последующие гидроагрегаты пускались на проектных напорах, со штатными водозаборными сооружениями и рабочими колёсами. 3 августа 2005 года был уложен трёхмиллионный кубометр бетона:3. 6 ноября 2005 года был введён в промышленную эксплуатацию четвёртый гидроагрегат. В 2007 году были пущены гидроагрегаты № 5 и № 6 (5 июля и 20 октября соответственно). 9 января 2008 года ОАО «Бурейская ГЭС» было ликвидировано в связи с присоединением к ОАО «ГидроОГК» (ныне ПАО «РусГидро»), станция вошла в состав компании на правах филиала.

### Завершение строительства
После пуска последних гидроагрегатов Бурейская ГЭС вступила в стадию завершения строительства. В 2007 году гидроагрегаты № 1 и № 2 были остановлены для замены сменных рабочих колёс на штатные и наращивания водоводов. После завершения этих работ, 26 июля и 22 декабря 2008 года состоялись пуски первого и второго гидроагрегатов на штатных рабочих колёсах. Наращивание водовода третьего гидроагрегата с выводом его на полную мощность было завершено 27 октября 2009 года, вследствие чего Бурейская ГЭС достигла проектной мощности. В процессе строительства была доработана конструкция эксплуатационного водосброса плотины, как с точки зрения его эффективности, так и оптимальной технологии строительства. Впервые вода по эксплуатационному водосбросу была пущена 10 сентября 2008 года. Водохранилище Бурейской ГЭС было впервые заполнено до проектной отметки летом 2009 года. Строительство Бурейской ГЭС было завершено в 2014 году.

## Эксплуатация
Бурейская ГЭС начала выдавать электроэнергию в энергосистему с 30 июня 2003 года. 30 декабря 2010 года станция выработала 25 млрд кВт·ч с момента пуска, в 2011 году годовое производство электричества Бурейской ГЭС впервые превысило производство за тот же год Зейской ГЭС, другой крупной гидроэлектростанции в Амурской области. В 2015 году станция выработала 50-миллиардный кВт·ч.
| Показатель                                | 2003 | 2004 | 2005 | 2006 | 2007 | 2008 | 2009 | 2010 | 2011 | 2012 | 2013 | 2014 | 2015 | 2016 | 2017 | 2018 | 2019 | 2020 | 2021 | 2022 |
| ----------------------------------------- | ---- | ---- | ---- | ---- | ---- | ---- | ---- | ---- | ---- | ---- | ---- | ---- | ---- | ---- | ---- | ---- | ---- | ---- | ---- | ---- |
| Установленная мощность на конец года, МВт | 370  | 670  | 1005 | 1005 | 1675 | 1975 | 2010 | 2010 | 2010 | 2010 | 2010 | 2010 | 2010 | 2010 | 2010 | 2010 | 2010 | 2010 | 2010 | 2010 |
| Выработка электроэнергии, млн кВт·ч       | 541  | 1984 | 2902 | 3035 | 3286 | 3351 | 4613 | 5323 | 5069 | 5859 | 6585 | 6066 | 5830 | 7053 | 6283 | 6534 | 7341 | 6756 | 6897 | 7961 |

Первые три гидроагрегата при перемонтаже временных и экспериментально-штатных рабочих колёс подвергались расширенному текущему ремонту с полной ревизией оборудования и после перемонтажа были введены в эксплуатацию:
- ГА-1: Пущен в эксплуатацию под полным напором 26 июня 2008 года. После перемонтажа мощность агрегата возросла на 150 МВт и достигла проектной 335 МВт[73].
- ГА-2: Пущен в эксплуатацию под полным напором 22 декабря 2008 года. За пять лет эксплуатации с временным рабочим колесом выработал более 3 млрд кВт·ч электроэнергии. После перемонтажа мощность агрегата возросла на 150 МВт и достигла проектной 335 МВт[74].
- ГА-3: Пущен в эксплуатацию под полным напором 27 октября 2009 года. За пять лет эксплуатации на пониженном напоре агрегат выработал 4,5 млрд кВт·ч электроэнергии. После перемонтажа мощность выросла на 35 МВт и достигла проектной 335 МВт[75].

#### Оползень на Бурейском водохранилище
11 декабря 2018 года в 80 км от плотины Бурейской ГЭС выше по течению сошёл оползень, перекрывший водохранилище. Размеры оползня оказались одними из крупнейших в России — объём около 34 млн м³, длина около 800 м, высота над уровнем воды — до 46 м. Оползень препятствовал доступу воды к ГЭС, а также создавал угрозу затопления населённых пунктов и инфраструктуры выше по течению, в связи с чем было принято решение о создании в нем прорана. Эта задача была выполнена военнослужащими Министерства обороны России путём проведения взрывных работ. Проран в завале был создан в феврале 2019 года, в мае того же года в результате прохождения половодья его размеры значительно увеличились и оползень перестал препятствовать свободному проходу воды.